# Maurice Schlosser
Pour les articles homonymes, voir Schlosser.

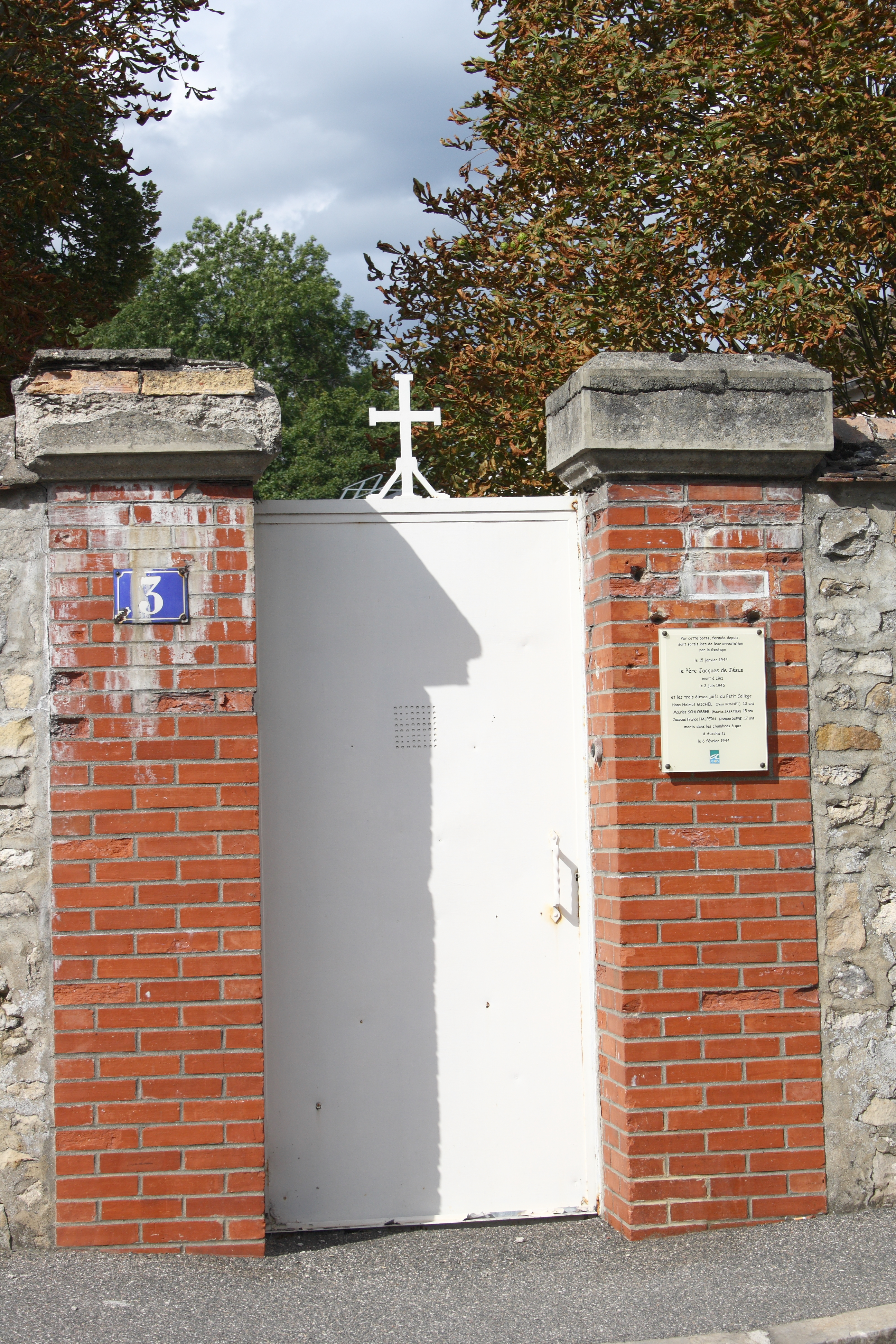
La porte du couvent des Carmes et la plaque à la mémoire de Maurice Schlosser, de ses deux camarades et du père Jacques.

David Maurice Schlosser dit Maurice Sabatier (15 décembre 1928, Paris - 6 février 1944, Auschwitz) est un jeune Juif français de 15 ans, protégé du Père Jacques de Jésus, Juste parmi les nations,, rendu célèbre par le film de Louis Malle, Au revoir les enfants. Déporté à Auschwitz, il est gazé dès son arrivée.

## Éléments biographiques
David Maurice Schlosser est né à Paris le 15 décembre 1928, de parents Juifs.
Au cours de l'année scolaire 1942-1943, il est un élève au Petit Collège des Carmes en classe de 6e à Avon (Seine-et-Marne), sous le nom de Maurice Sabatier. Il est un des trois jeunes Juifs étudiants placés sous de faux noms dans cet établissement dirigé par le Père Jacques de Jésus, les deux autres étant Hans-Helmut Michel (Jean Bonnet), et Jacques Halpern (Jacques Dupré),.
Durant les vacances scolaires, le Père Jacques (on l'appelle ainsi) prend en charge les trois jeunes.
Le samedi 15 janvier 1944, entre 10h et 10h 30 du matin, le collège des Carmes est encerclé par des soldats de la Wehrmacht. Les trois jeunes étudiants juifs et le Père Jacques, le directeur du Collège, sont arrêtés par la Gestapo.
Avant de quitter la cour, le Père Jacques, se tourne, en souriant, vers les élèves et leur dit, ces mots devenus célèbres grâce au film de Louis Malle, dont c'est le titre : Au revoir les enfants.
Les trois jeunes sont incarcérés à la prison de Melun (Seine-et-Marne).
Ils sont transférés trois jours plus tard, le 18 janvier 1944, au Camp de Drancy.
Ils sont déportés depuis la gare de Bobigny par le convoi no 67 en date du 3 février 1944 vers Auschwitz et trois jours plus tard, le 6 février 1944, gazés dès leur arrivée.
Ils étaient âgés respectivement : de 17 ans (Halpern), de 15 ans (Schlosser) et de 13 ans (Michel).